# Zeljonyje tsepotjki
Zeljonyje tsepotjki (russisk: Зелёные цепочки) er en sovjetisk spillefilm fra 1970 af Grigorij Aronov.

## Medvirkende
- Aleksandr Grigorjev som Misjka Aleksejev
- Igor Urumbekov som Vaska Kozjukh
- Vladimir Leletko som Stjopka Panfilov
- Pavel Luspekajev som Ivan Vasiljevitj
- Oleg Belov som Alesej Burakov